# Guido Kerkhoff

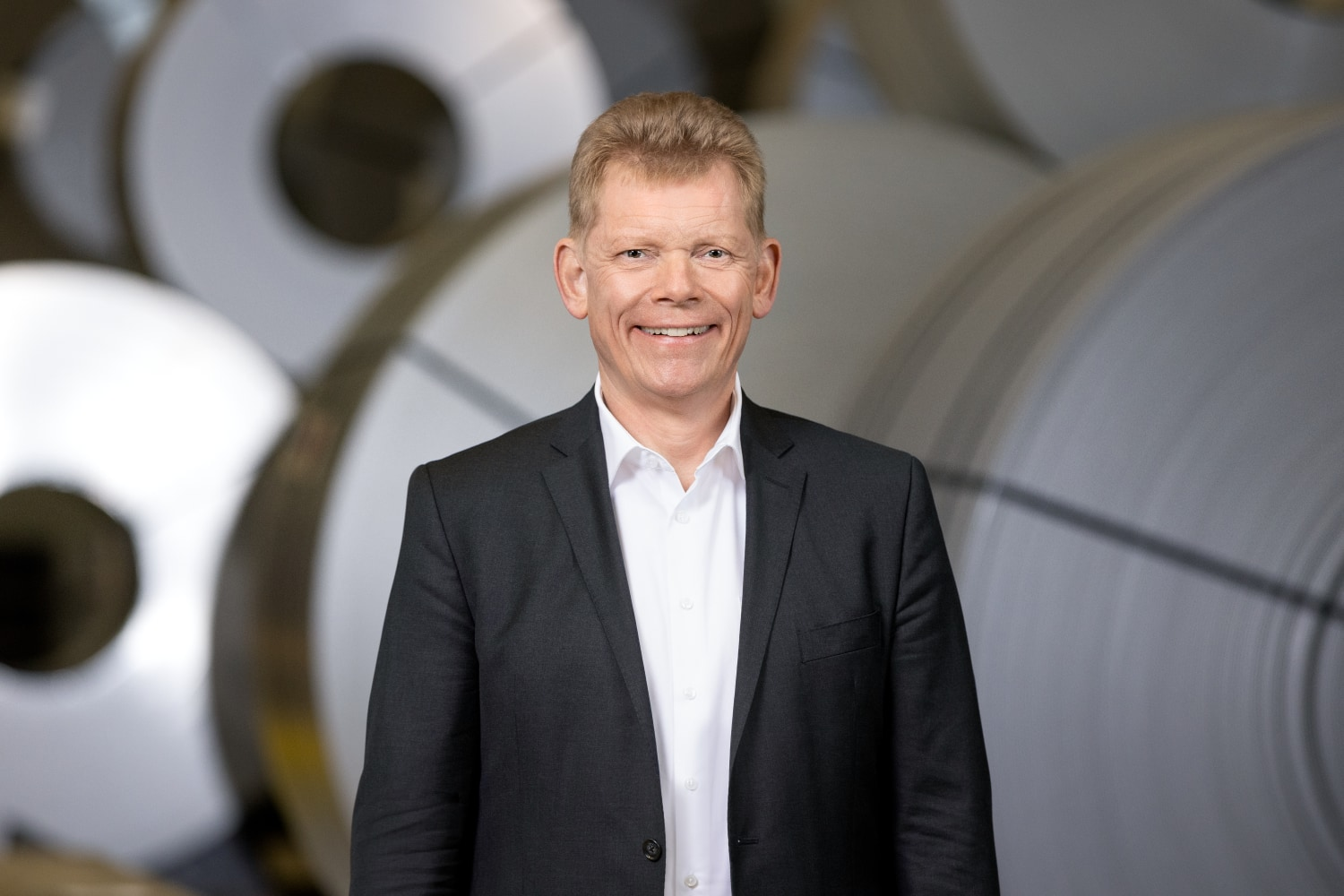
Guido Kerkhoff (2023)

Guido Kerkhoff (* 22. November 1967 in Schüttorf) ist ein deutscher Manager. Seit dem Jahr 2021 ist er Vorsitzender des Vorstands der Klöckner & Co SE. Vor seiner Tätigkeit für Klöckner & Co hatte Kerkhoff verschiedene Führungspositionen bei Thyssenkrupp inne, unter anderem war er Vorstandsvorsitzender.

## Ausbildung
Kerkhoff studierte Betriebswirtschaftslehre an der Universität Bielefeld und der Universität des Saarlandes.

## Karriere

### Anfänge der Karriere
Nach seinem Studium arbeitete Kerkhoff von 1995 bis 1996 im Bereich Konzernbilanzierung bei dem regionalen Energieversorger VEW (Vereinigte Elektrizitätswerke Westfalen). Das Unternehmen ist seit 2000 Teil des RWE-Konzerns.
Von 1996 bis 2002 war Kerkhoff bei Bertelsmann tätig, zuletzt im Rechnungswesen und Controlling, wo er die Abteilung für Projekte und Grundsatzfragen leitete.

### Deutsche Telekom
Im Jahr 2002 wechselte Kerkhoff zur Deutschen Telekom, wo er ebenfalls verschiedene Führungspositionen im Finanzbereich innehatte. Von 2006 bis 2011 verantwortete er, zunächst als Zentralbereichsleiter, das Konzernrechnungswesen und das Konzerncontrolling. 2009 stieg er in den Vorstand der Deutschen Telekom auf, wo er zunächst die Aktivitäten in Süd- und Osteuropa betreute und ab 2010 das gesamte europäische Geschäft außerhalb Deutschlands verantwortete.

### Thyssenkrupp
Ab April 2011 war Kerkhoff Vorstandsmitglied und Finanzvorstand von Thyssenkrupp. Nach Heinrich Hiesingers Rücktritt als Vorstandsvorsitzender wurde Kerkhoff im Juli 2018 zu dessen Nachfolger bestellt. Diese Position hatte er bis September 2019 inne. Vor dem Hintergrund des intensiven Wettbewerbs war seine Amtszeit insbesondere von der Restrukturierung des Portfolios geprägt.

### Klöckner & Co
Im Juli 2020 wechselte Kerkhoff in den Vorstand von Klöckner & Co, einem der größten produzentenunabhängigen Stahl- und Metalldistributoren weltweit. Als stellvertretender Vorsitzender des Vorstands verantwortete Kerkhoff zunächst das europäische Geschäft des Konzerns. Mit Ablauf der Hauptversammlung im Mai 2021 trat er die Nachfolge von Gisbert Rühl als damaligen Vorsitzenden des Vorstands an. Im Zusammenhang mit der Neuordnung des Vorstands im Oktober 2023 wurden Kerkhoffs Zuständigkeiten erweitert.
Unter Kerkhoffs Führung überarbeitete der Konzern seine Strategie. Die Zusammenführung digitaler und physischer Geschäftsprozesse wurde fortgeführt. Kerkhoff legte den Fokus auf höherwertiges Geschäft, insbesondere in Deutschland und Nordamerika. Das Thema Nachhaltigkeit, insbesondere grüner Stahl, erhielt größere Bedeutung. Das Unternehmen entwickelte einheitliche Standards zur Ermittlung des CO2-Fußabdrucks seiner Produkte und KI-basierte Anwendungen zur Senkung der Emissionen.

## Privates
Kerkhoff ist verheiratet, hat zwei Kinder und lebt in Essen.